# 曼特林巴赫河

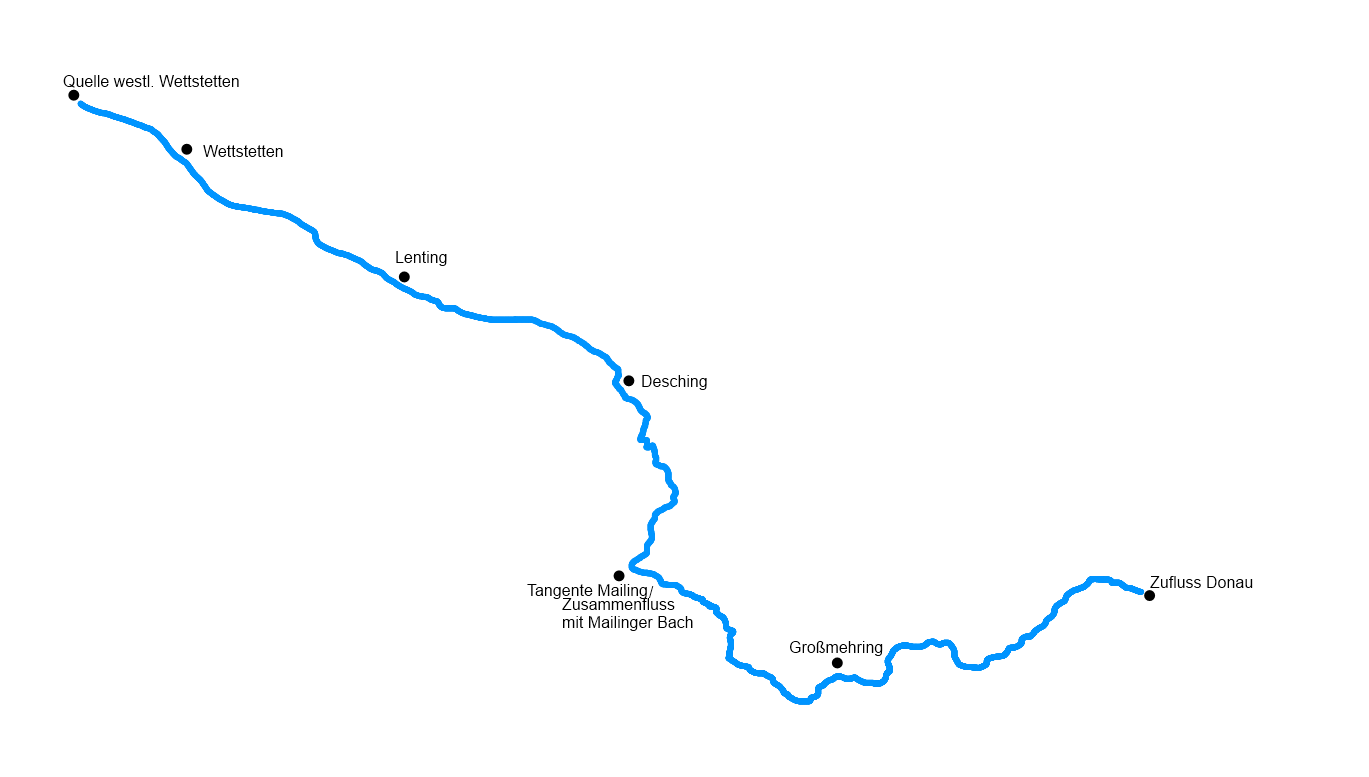

48°46′22″N 11°34′54″E / 48.772709°N 11.581557°E
曼特林巴赫河（德語：Manterinbach），是德國的河流，位於該國東南部，由巴伐利亞負責管轄，屬於克興巴赫河的右支流，河道全長8公里，流域面積34.9平方公里。